# Futbol a Bulgària

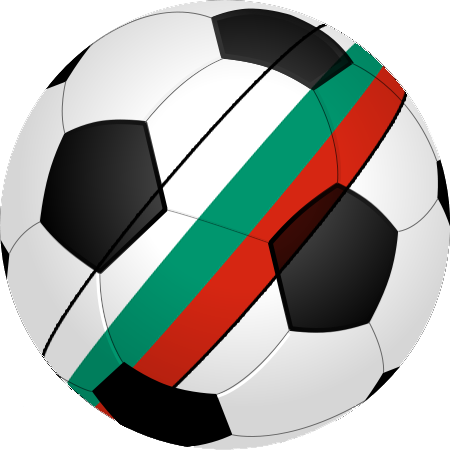

El futbol (búlgar: футбол) és l'esport més popular a Bulgària.El futbol fou introduït al país per professors de gimnàstica suïssos cap el 1893-1894. El primer partit es va jugar a una escola de província de Varna el 1894, i un any més tard es disputà un partit a Sofia. Els primers clubs del país foren Atlas Varna (1908), CF Sofia (1909), Razvitiye Sofia (1909), Sportist Varna (1909), SK Botev Sofia (1910), PFC Botev Plovdiv (1912), PFC Slavia Sofia (1913, fusió de Botev i Razvitiye), PFC Levski Sofia (1914), Sportist Sliven (1914), Ticha SK Varna (1914) i SK Vladislav Varna (1916). Un dels clubs més important actualment, el PFC CSKA Sofia no fou creat fins 1948.

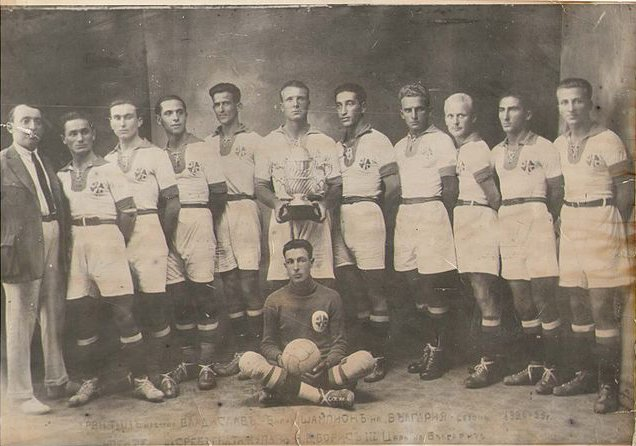
Vladislav Varna el 1925.

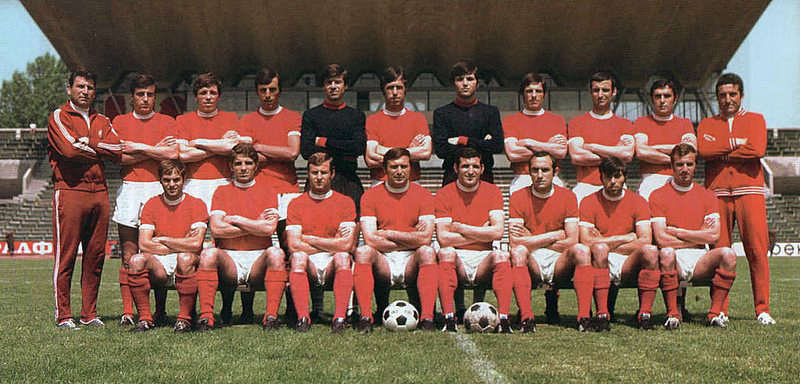
CSKA Sofia el 1973.

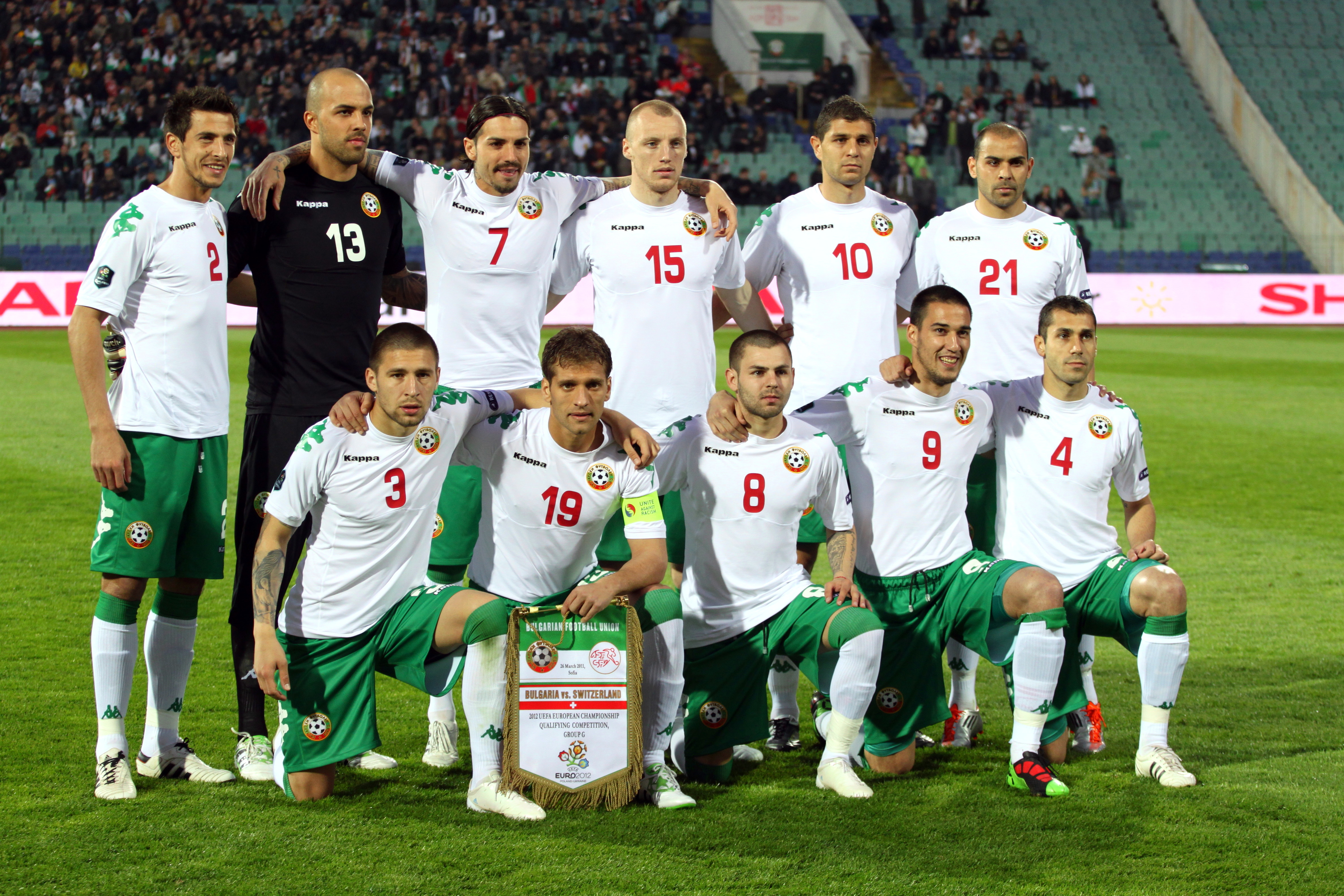
Selecció de Bulgària el 2012.

La selecció de Bulgària debutà el 21 de maig de 1924 a les classificatòries dels Jocs Olímpics (perdent 6-0 amb Àustria) a Viena. Els seus majors èxits foren una tercera plaça als Jocs Olímpics de 1956 i una segona als de 1968. Més tard fou quarta classificada al Mundial de 1994.

## Competicions
- Lliga búlgara de futbol
- Copa búlgara de futbol
- Supercopa búlgara de futbol

## Principals clubs
Clubs amb més punts a la lliga búlgara fins a la temporada 2017-18.
- PFK CSKA Sofia
- PFK Levski Sofia
- PFK Slavia Sofia
- PFK Lokomotiv Sofia
- PFK Bòtev Plòvdiv 1912
- PFK Cherno More Varna
- PFK Lokomotiv 1926 Plovdiv
- PFK Litex Lovech
- PFK Spartak Varna
- PFK Beroe Stara Zagora
- PFK Minyor Pernik
- OFK Spartak Pleven
- PSFK Chernomorets Burgas
- POFK Bòtev Vratsa
- OFK Pirin Blagoevgrad
- PFK Marek Dupnitsa
- FK Dunav Ruse
- SFK Etar Veliko Tarnovo
- OFK Sliven 2000
- PFK Neftochimic Burgas
- PFK Ludogorets Razgrad
- FK Spartak Plovdiv
- FK Akademik Sofia
- FK Spartak Sofia

## Jugadors destacats
Font:
Des de 1930
- Asen Panchev

Des de 1940
- Stefan Bozhkov
- Apostol Sokolov

Des de 1950
- Todor Diev
- Ivan Kolev
- Manol Manolov
- Kiril Rakarov

Des de 1960
- Georgi Asparuhov
- Ivan Dimitrov
- Boris Gaganelov
- Georgi Naydenov
- Dimitar Penev
- Aleksandar Shalamanov
- Dimitar Yakimov
- Dobromir Zhechev

Des de 1970
- Khristo Bónev
- Dinko Dermendjiev
- Kiril Ivkov
- Pavel Panov
- Ivan Zafirov
- Petar Zhekov
- Andrey Zhelyazkov

Des de 1980
- Georgi Dimitrov
- Nikolay Iliev
- Borislav Mikhailov
- Stoycho Mladenov
- Plamen Nikolov
- Nasko Sirakov

Des de 1990
- Trifon Ivanov
- Iordan Letchkov
- Emil Kostadinov
- Krasimir Balakov
- Hristo Stoítxkov
- Luboslav Penev
- Zlatko Yankov

Des de 2000
- Dimitar Berbatov
- Martin Petrov
- Stiliyan Petrov

## Principals estadis

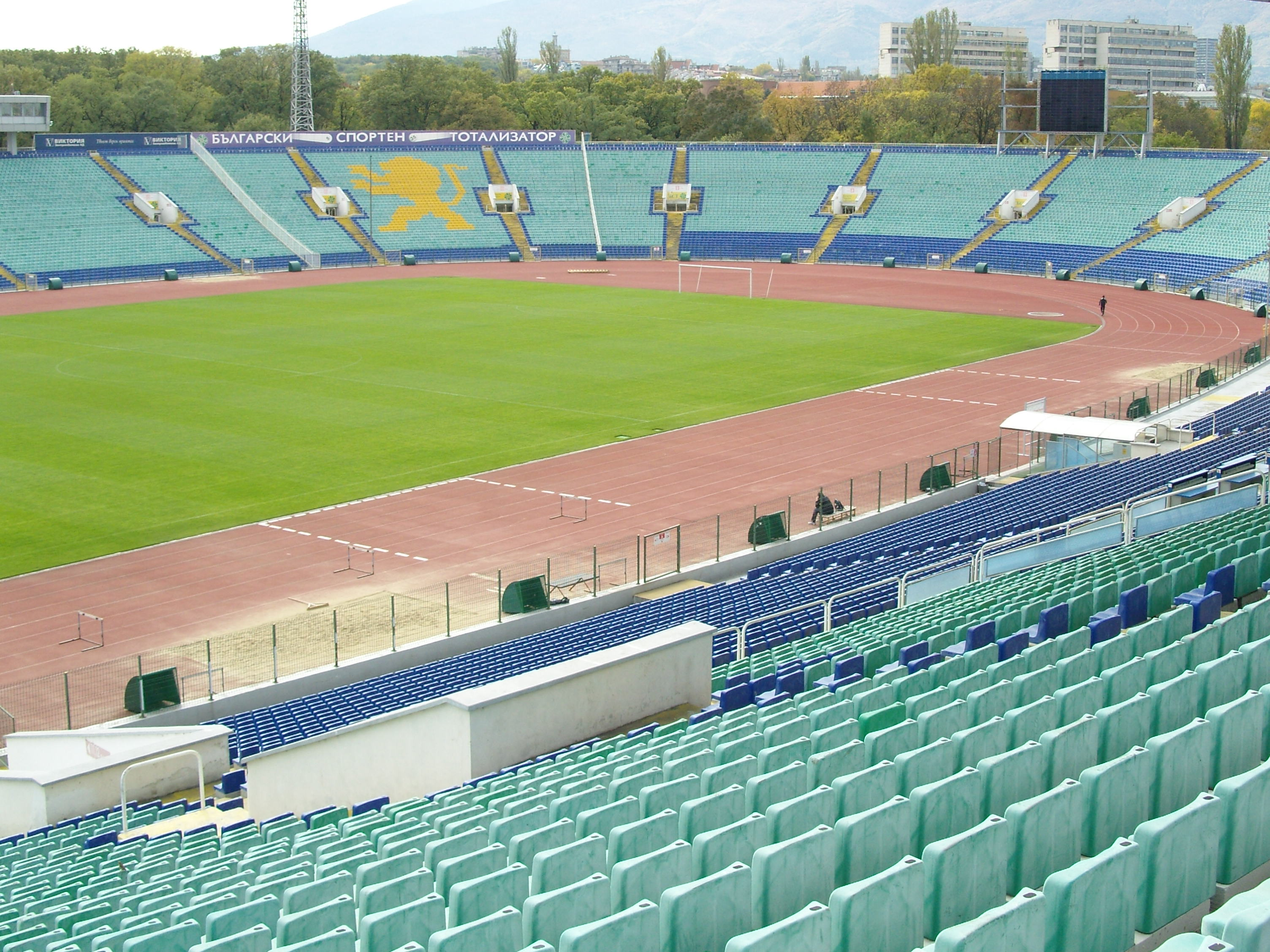
Estadi Nacional Vasil Levski.

| # | Estadi                       | Capacitat | Ciutat  |
| - | ---------------------------- | --------- | ------- |
| 1 | Estadi Plovdiv               | 55.000    | Plòvdiv |
| 2 | Estadi Nacional Vasil Levski | 43.230    | Sofia   |
| 3 | Estadi Ovcha Kupel           | 25.556    | Sofia   |
| 4 | Estadi Georgi Asparuhov      | 25.000    | Sofia   |
| 5 | Estadi Lokomotiv de Sofia    | 22.000    | Sofia   |
| 6 | Estadi Pleven                | 21.940    | Pleven  |